# Schachweltmeister
Der Titel Schachweltmeister ist die höchste Auszeichnung im Schachspiel, die – in der Regel – nach vorausgehenden Qualifikationsturnieren und schließlich durch einen Zweikampf um die Schachweltmeisterschaft vergeben wird. Als erster offizieller Schachweltmeister gilt der Österreicher Wilhelm Steinitz nach seinem Wettkampfsieg gegen Johannes Hermann Zukertort im Jahr 1886. Amtierender Weltmeister ist seit 2024 der Inder D. Gukesh, der den Titel bei der Schachweltmeisterschaft 2024 errang.
Die Wettbewerbe zur Erlangung des Titels „Schachweltmeister“ wurden in Abgrenzung zur separaten Schachweltmeisterschaft der Frauen historisch auch als „Schachweltmeisterschaft der Männer“ bezeichnet. Seit einer entsprechenden Klärung in den späten 1980er Jahren steht der Titel aber generell Männern und Frauen offen. Beschränkt für Altersstufen gibt es die Juniorenweltmeisterschaft (U20), die Jugendweltmeisterschaften in den Altersklassen U8–U18 und die Seniorenweltmeisterschaft – alle ebenfalls offen für beide Geschlechter, aber auch mit eigenen Wettbewerben für Spielerinnen. Dazu gibt es Weltmeisterschaften im Blitzschach, Schnellschach, Fischerschach und Fernschach.
Weltmeisterschaften werden als Zweikampf über mehrere Partien zwischen dem Weltmeister und einem Herausforderer ausgetragen. In den Jahren 1948 und 2007 ermittelte man den Weltmeister dagegen durch ein Rundenturnier mit mehreren Teilnehmern. Der Herausforderer muss sich üblicherweise durch den Gewinn des Kandidatenturniers für den WM-Zweikampf qualifizieren.
Eine zwischenzeitliche Trennung des Weltmeistertitels vom Weltverband FIDE seit 1993 wurde durch die Schachweltmeisterschaft 2006 wieder rückgängig gemacht. Während dieser Zeit führte die FIDE Weltmeisterschaften durch, deren Sieger jedoch nicht als allgemein anerkannte Weltmeister galten.

## Weltbeste Spieler vor Einführung der offiziellen Weltmeisterschaftskämpfe

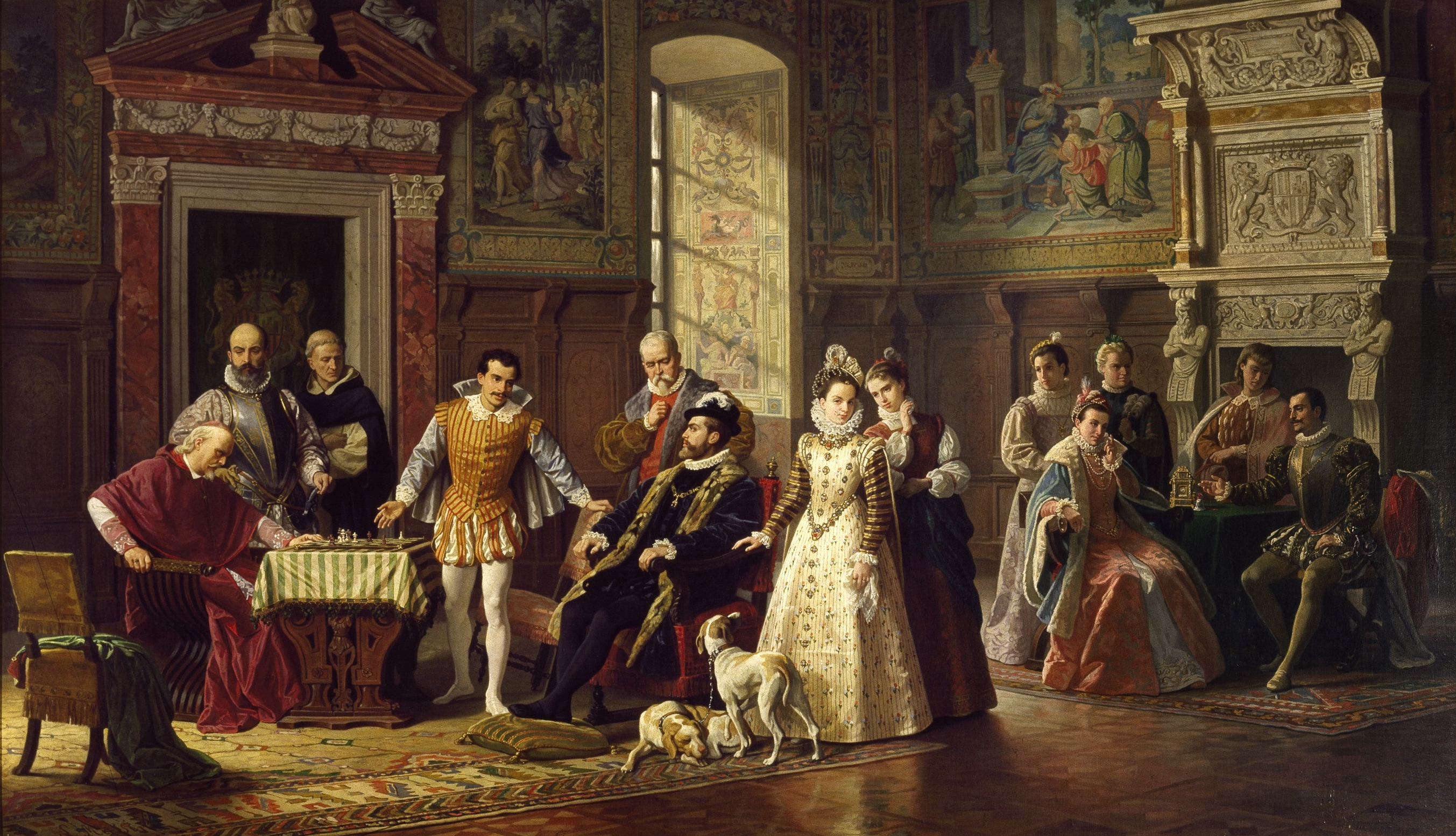
Erstes internationales Schachturnier am Hofe König Philipps II. von Spanien 1575, Gemälde von Luigi Mussini (1886)

Das moderne Schach entstand etwa um 1475 vermutlich im spanischen Valencia durch die Änderung der Gangart des Läufers und der Dame. An diesem Prozess wesentlich beteiligt waren die Literaten Francesc de Castellví i de Vic, Narcís Vinyoles, Bernat Fenollar und Francesc Vicent. Dies dürften auch die besten Spieler ihrer Zeit gewesen sein. Ein Zeugnis dieser frühesten Entwicklungsphase ist das katalanische Schachgedicht Scachs d’amor. In der Folge erschienen gedruckte Schachabhandlungen von Francesc Vicent (1495), Luis Ramírez Lucena (1497) und Pedro Damiano (1512), welche an diese Tradition anknüpften.
Um die Mitte des 16. Jahrhunderts galt der Spanier Ruy López de Segura als bester Spieler der Welt. Er wurde im Jahre 1575 im ersten internationalen Schachturnier der Geschichte am Hofe des spanischen Königs Philipp II. in Madrid vom Sizilianer Giovanni Leonardo da Cutri mit 2:3 geschlagen.
Im Anschluss besiegte Leonardo da Cutri auch den besten portugiesischen Spieler El Morro „in vielen Spielen“ und, zurück in Madrid, seinen italienischen Landsmann Paolo Boi mit 2:1.
Zu den besten Schachspielern ihrer Zeit gehörte auch Giulio Cesare Polerio. Diese Persönlichkeiten begründeten das Goldene Zeitalter des italienischen Schachs. Diese Tradition wurde um 1600 durch Alessandro Salvio und von etwa 1620 bis 1634 von Gioacchino Greco fortgesetzt.
Um 1700 galt der Schotte Alexander Cunningham als bester Spieler Europas.
Ab etwa 1730 blühten die Italiener mit ihren Theoretikern Domenico Lorenzo Ponziani, Ercole del Rio und Giambattista Lolli nochmals auf. Gleichzeitig entwickelte sich im Café de la Régence in Paris eine rege Schachszene, welche die italienische Vormachtstellung im europäischen Schach allmählich überflügelte und ablöste. Die Franzosen François Antoine Legall de Kermeur (1730–1745), François-André Danican Philidor (1745–1795), Verdoni (1795–1804), Alexandre Deschapelles (1804–1820) und Louis-Charles Mahé de La Bourdonnais (1820–1840) lösten einander als weltbeste Spieler ab. Berühmtheit erlangte La Bourdonnais durch sechs aufeinander folgende Wettkämpfe (insgesamt 85 Partien) gegen den Iren Alexander MacDonnell in London 1834, die der Franzose gewann.

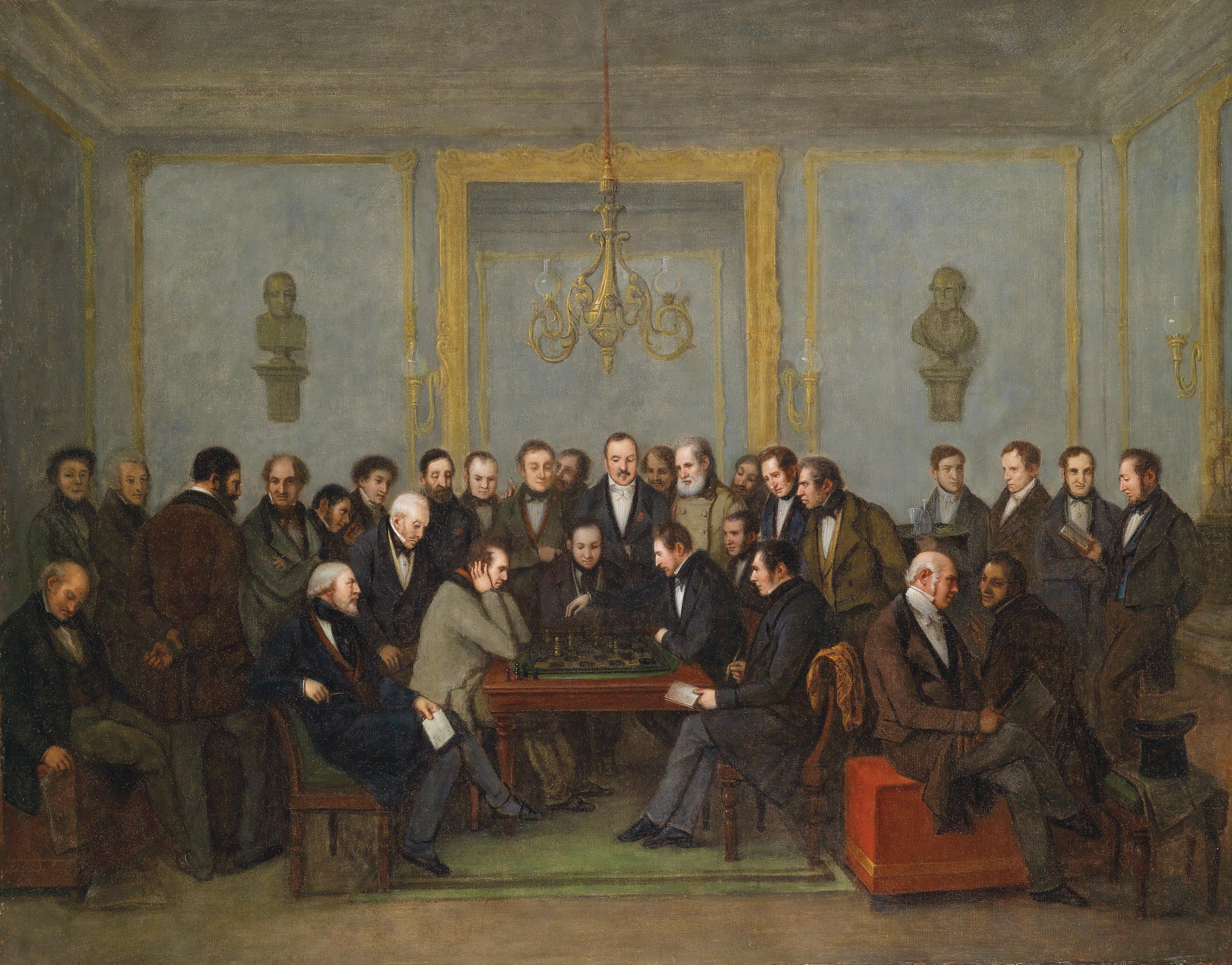
Bild vom Zweikampf zwischen Howard Staunton (links) und Pierre Saint-Amant (1843)

Nach dem Wettkampfsieg des Engländers Howard Staunton über den Franzosen Pierre Saint-Amant in Paris 1843 galt nun England als führende Schachnation. Staunton war es auch, der sich maßgeblich für die Durchführung eines der ersten internationalen Schachturniere einsetzte. Dieses Turnier fand anlässlich der Weltausstellung 1851 in London statt. Überraschend gewann nicht der englische Vorkämpfer, sondern es siegte der bis dahin gänzlich unbekannte Deutsche Adolf Anderssen aus Breslau, der dabei im Halbfinale auch den direkten Vergleich gegen Staunton mit 4:1 für sich entschied.
Anderssens Sieg ließ ihn nun in der Schachwelt als weltbesten Spieler gelten. 1858 spielte Anderssen in Paris einen Wettkampf gegen den US-Amerikaner Paul Morphy. Morphy errang einen glänzenden Sieg, der Amerikaner beendete allerdings bald danach seine Schachkarriere, sodass Anderssen nun wieder als führender Meister der Welt galt.
Nachdem der Österreicher Wilhelm Steinitz 1866 Anderssen in einem in London gespielten Wettkampf bezwungen hatte, galt er als unbestritten bester Spieler der Welt.

## Geschichte der Weltmeisterschaften
Nach seinem überwältigenden Sieg beim großen Internationalen Turnier in London 1883 (vor Steinitz) betrachtete sich Johannes Hermann Zukertort als Champion of the World und forderte Steinitz’ Führungsanspruch heraus. Die Schachwelt erwartete einen Zweikampf dieser Rivalen und bekam ihn: Durch seinen 12,5:7,5-Sieg (+10 =5 −5) über Zukertort im Wettkampf vom 11. Januar bis zum 29. März 1886 gilt Wilhelm Steinitz allgemein als der 1. Schachweltmeister.
Nach Steinitz’ Wettkampfsieg fanden sich etliche Herausforderer, die mit ihm um die Weltmeisterschaft spielen wollten. Bis 1948 entschied allein der Weltmeister, wessen Herausforderung er annahm und wem er einen Weltmeisterschaftskampf verweigerte. Der Titelhalter bestimmte die Bedingungen und das Preisgeld fast nach Belieben.
Insbesondere während der Zeit Emanuel Laskers auf dem Weltmeisterthron wurde dies oft kritisiert, da würdige Gegner nicht oder erst nach langjährigen Verhandlungen zum Zuge kamen.
José Raúl Capablanca versuchte 1922 klare Regeln einzuführen, die von seinen potentiellen Herausforderern (Alexander Aljechin, Efim Bogoljubow, Géza Maróczy, Richard Réti, Akiba Rubinstein, Savielly Tartakower und Milan Vidmar) akzeptiert wurden. Sie bestanden aus 21 Paragraphen, die im Dezember 1923 im American Chess Bulletin abgedruckt wurden. Die Hauptpunkte waren:
1. Der Titelhalter muss seinen Titel innerhalb eines Jahres verteidigen, wenn er von einem anerkannten Meister herausgefordert wird, sofern dieser einen Preisfonds von mindestens 10.000 Dollar garantiert und 500 Dollar vorab als Sicherheit hinterlegt. Der Weltmeister hat aber das Recht, das genaue Datum für den Beginn des Wettkampfes festzulegen.
2. Vom Preisgeld gehen 20 Prozent an den Titelhalter, der Rest wird im Verhältnis 60:40 zwischen Gewinner und Verlierer des Wettkampfes verteilt.
3. Der Wettkampf geht auf sechs Gewinnpartien, Remis zählen nicht. Die Bedenkzeit ist 150 Minuten für 40 Züge. Nach fünf Stunden Spielzeit gibt es eine Hängepartie.

Der Nachfolger Capablancas als Weltmeister, Alexander Aljechin, hielt sich zwar formal an diese Regeln, einem Rückkampf mit Capablanca ging er aber dadurch aus dem Weg, dass er die Herausforderungen anderer Spieler stets bevorzugt berücksichtigte.
Von 1948 bis 1993 wurde die Weltmeisterschaft vom Weltschachbund FIDE ausgerichtet. Der jeweilige Herausforderer des Weltmeisters wurde durch ein mehrstufiges Qualifikationssystem (regionale Zonenturniere, Interzonenturnier und Kandidatenturnier) ermittelt.
Weil Kasparow 1993 nicht mehr bereit war, seinen Titel unter der Ägide der FIDE zu verteidigen, stellte sich der vor 1948 übliche Zustand wieder ein. Kasparow verteidigte seinen Titel nach seinen eigenen Bedingungen. 2000 verlor er ihn an Wladimir Kramnik. Parallel hierzu veranstaltete die FIDE „offizielle“ Weltmeisterschaften, deren Gewinner aber nicht allgemein als weltbeste Spieler anerkannt wurden. 2006 kam es zu einem Vereinigungswettkampf, der die Spaltung des WM-Titels beendete.

## Schachweltmeister
| Nr. | Name                               | Land                                   | unumstritten Weltmeister      | umstritten           |
| --- | ---------------------------------- | -------------------------------------- | ----------------------------- | -------------------- |
| 01. | Wilhelm Steinitz * 1836 † 1900     | Österreich-Ungarn / Vereinigte Staaten | 1886–1894                     |                      |
| 02. | Emanuel Lasker * 1868 † 1941       | / Deutsches Reich                      | 1894–1921                     |                      |
| 03. | José Raúl Capablanca * 1888 † 1942 | Kuba                                   | 1921–1927                     |                      |
| 04. | Alexander Aljechin * 1892 † 1946   | Sowjetunion / Frankreich               | 1927–1935 1937–1946           |                      |
| 05. | Max Euwe * 1901 † 1981             | Niederlande                            | 1935–1937                     |                      |
| 06. | Michail Botwinnik * 1911 † 1995    | Sowjetunion                            | 1948–1957 1958–1960 1961–1963 |                      |
| 07. | Wassili Smyslow * 1921 † 2010      | Sowjetunion                            | 1957–1958                     |                      |
| 08. | Michail Tal * 1936 † 1992          | Sowjetunion                            | 1960–1961                     |                      |
| 09. | Tigran Petrosjan * 1929 † 1984     | Sowjetunion                            | 1963–1969                     |                      |
| 10. | Boris Spasski * 1937 † 2025        | Sowjetunion                            | 1969–1972                     |                      |
| 11. | Bobby Fischer * 1943 † 2008        | Vereinigte Staaten                     | 1972–1975                     |                      |
| 12. | Anatoli Karpow * 1951              | Sowjetunion / Russland                 | 1975–1985                     | FIDE: 1993–1999      |
| 13. | Garri Kasparow * 1963              | Sowjetunion / Russland                 | 1985–1993                     | klassisch: 1993–2000 |
|     | Alexander Chalifman * 1966         | Russland                               |                               | FIDE: 1999–2000      |
|     | Ruslan Ponomarjow * 1983           | Ukraine                                |                               | FIDE: 2002–2004      |
|     | Rustam Kasimjanov * 1979           | Usbekistan                             |                               | FIDE: 2004–2005      |
|     | Wesselin Topalow * 1975            | Bulgarien                              |                               | FIDE: 2005–2006      |
| 14. | Wladimir Kramnik * 1975            | Russland                               | 2006–2007                     | klassisch: 2000–2006 |
| 15. | Viswanathan Anand * 1969           | Indien                                 | 2007–2013                     | FIDE: 2000–2002      |
| 16. | Magnus Carlsen * 1990              | Norwegen                               | 2013–2023                     |                      |
| 17. | Ding Liren * 1992                  | Volksrepublik China                    | 2023–2024                     |                      |
| 18. | D. Gukesh * 2006                   | Indien                                 | seit 2024                     |                      |

### Wilhelm Steinitz (1886–1894)
Steinitz war eine Kämpfernatur und scheute keine Auseinandersetzung. Wie schon vor dem Wettkampf mit Zukertort wählte er sich erneut den erfolgreichsten und seine Stellung in der Schachwelt am ehesten bedrohenden Spieler zum Kampf um den Weltmeistertitel. So verteidigte er seinen Titel in Wettkämpfen 1889 (gegen Tschigorin), 1890 (gegen Gunsberg) und 1892 (wiederum gegen Tschigorin). 1894 musste sich Steinitz dem jungen deutschen Talent Emanuel Lasker geschlagen geben. Den Verlust seines Titels erkannte er aber erst an, nachdem er 1896 einen Revanchekampf gegen Lasker ebenfalls verloren hatte.

### Emanuel Lasker (1894–1921)
Lasker war insgesamt 27 Jahre von 1894 bis 1921 Weltmeister. Seine überragende Stellung in der Schachwelt jener Zeit ist unbestritten. Allerdings war seine Weltmeisterschaft auch dadurch geprägt, dass er Zweikämpfen ungewissen Ausganges durch das Aufstellen nur schwer zu erfüllender Bedingungen aus dem Weg zu gehen wusste. So kam es nicht zu einem von der Schachwelt gewünschten Wettkampf mit dem polnischen Meister Akiba Rubinstein. Das Kräftemessen mit José Raúl Capablanca fand erst 1921 statt.
Im Einzelnen spielte Lasker nach seinem Sieg über Steinitz 1894 noch folgende Weltmeisterschaftskämpfe: 1896 Revanchekampf gegen Steinitz,
1907 gegen den US-Amerikaner Frank Marshall, 1908 gegen seinen deutschen Rivalen Siegbert Tarrasch, 1910 gegen Carl Schlechter und ebenfalls 1910 gegen Dawid Janowski. 1921 unterlag Lasker dem kubanischen Meister José Raúl Capablanca in Havanna.

### José Raúl Capablanca (1921–1927)
Capablanca dominierte die Schachturniere in den 1920er Jahren und war vor allem für sein tiefes positionelles Verständnis berühmt. Auf Initiative Capablancas wurden 1922 am Rande des Londoner Turniers erstmals Regeln („The London Rules“) für künftige Weltmeisterschaftskämpfe aufgestellt, die von den anwesenden führenden Meistern akzeptiert wurden. Die Klauseln erlegten dem Herausforderer die Mühe auf, das Preisgeld einzuwerben. Ein WM-Match sollte ferner auf sechs Gewinnpartien angesetzt sein. Den Herausforderer Capablancas ermittelte 1927 ein – gemäß den Londoner Regeln ursprünglich nicht vorgesehenes – Kandidatenturnier in New York, an dem Capablanca selbst teilnahm. Hinter dem Weltmeister belegte Alexander Aljechin den zweiten Platz. Nachdem Aljechin in Argentinien Sponsoren für den Wettkampf gefunden hatte, kam es vom 16. September bis zum 29. November 1927 in Buenos Aires schließlich zum langerwarteten Wettkampf um die Weltmeisterschaft. Capablanca verlor gegen Aljechin mit 3:6 bei 25 Remispartien. Er versuchte in der Folgezeit vergebens, seinen Nachfolger zu einem Revanchekampf zu bewegen. Die Londoner Regeln kamen später nicht wieder zur Anwendung.

### Alexander Aljechin (1927–1935 und 1937–1946)
Durch seinen spektakulären Sieg über Capablanca bestieg Aljechin 1927 den Schachthron. Obwohl er seinem Vorgänger einen Revanchewettkampf versprochen hatte, wich Aljechin in den nächsten Jahren Capablanca aus und ein Rückkampf kam nicht zustande. Stattdessen spielte er 1929 und 1934 gegen Efim Bogoljubow.
1935 verlor er seinen Titel im bis dahin längsten WM-Kampf an den Niederländer Max Euwe, holte ihn jedoch in einem Revanchekampf 1937 zurück.
Zu weiteren Wettkämpfen kam es während des Zweiten Weltkrieges nicht. 1946 starb Aljechin, der Kollaboration mit den Deutschen und des Antisemitismus bezichtigt, in Portugal.

### Max Euwe (1935–1937)
Der Niederländer Machgielis (Max) Euwe konnte durch seinen Sieg über Aljechin zwei Jahre lang den Weltmeistertitel für sich beanspruchen. Er war der einzige Amateur, der den Titel Schachweltmeister innehatte.

### Michail Botwinnik (1948–1957, 1958–1960, 1961–1963) – der erste nach FIDE–Regeln
Die ersten FIDE-Schachweltmeisterschaften 1948
Durch den Tod Alexander Aljechins wurde der Weg frei für die Ausrichtung der Weltmeisterschaftskämpfe durch den Weltschachverband (FIDE). Der von der FIDE gekürte und als solcher auch allgemein anerkannte Weltmeister (die FIDE ernannte bereits 1928 Efim Bogoljubow zum offiziellen Champion der FIDE) wurde im Weltmeisterschaftsturnier 1948 ermittelt, das Michail Botwinnik für sich entscheiden konnte.
An dem Turnier, veranstaltet vom 1. März bis zum 18. Mai 1948 in Den Haag und Moskau, nahmen neben Michail Botwinnik Paul Keres, Wassili Smyslow, Samuel Reshevsky und Ex-Weltmeister Max Euwe teil. Der ursprünglich gleichfalls als Teilnehmer vorgesehene US-amerikanische Großmeister Reuben Fine verzichtete. Die fünf Teilnehmer spielten jeder gegen jeden fünf Partien. Botwinnik siegte mit 14 Punkten aus 20 Partien deutlich vor Smyslow (11), Keres und Reshewsky (je 10½) und Euwe (4).
Von diesem Jahr an übernahm die FIDE die Organisation der Wettkämpfe. Das neue Weltmeisterschaftsreglement sah vor, dass der Weltmeister den Titel alle drei Jahre verteidigen musste. Der jeweilige Herausforderer wurde durch Zonen-, Interzonen- und Kandidatenturniere ermittelt.
Die weiteren Weltmeisterschaften bis 1963
Botwinnik verteidigte seinen Titel bei der WM 1951 gegen David Bronstein und der WM 1954 gegen Wassili Smyslow jeweils mit einem 12:12, was nach Reglement zur Titelverteidigung ausreichte. Im Jahr 1956 beschloss die FIDE, unmittelbar nach dem erneuten Sieg Smyslows im Kandidatenturnier, als zusätzliches Privileg des Weltmeisters das Recht auf einen Rückkampf im Falle einer Niederlage.
Bei der Schachweltmeisterschaft 1957 verlor Botwinnik gegen Smyslow, er konnte aber im Revanchekampf 1958 den Titel zurückholen. Bei der WM 1960 unterlag er gegen Michail Tal, konnte aber 1961 wiederum sein Revancherecht nutzen, um den Titel wiederzuerlangen. Danach hob die FIDE das Recht auf einen Rückkampf auf. Bei der WM 1963 verlor Botwinnik seinen Titel endgültig an den armenischen Großmeister Tigran Petrosjan.

### Wassili Smyslow (1957–1958)
Der Zweitplatzierte des Weltmeisterschaftsturniers von 1948 konnte Botwinnik 1957 im Weltmeisterschaftskampf bezwingen, unterlag dem alten Weltmeister jedoch ein Jahr später bei dem von den Statuten vorgesehenen Revanchekampf.

### Michail Tal (1960–1961)
Der junge Michail Tal galt als „Feuerkopf“ unter den Schachmeistern seiner Zeit. 1960 setzte er sich gegen Weltmeister Botwinnik durch. Zur allgemeinen Überraschung gelang dem weitaus älteren Botwinnik aber dank seiner präzisen Wettkampfvorbereitung erneut die Revanche.

### Tigran Petrosjan (1963–1969)
Im Jahre 1963 gelang es Tigran Petrosjan, einem der besten Positions- und Defensivspieler der Schachgeschichte, Botwinnik zu schlagen. Bei der WM 1966 verteidigte er seinen Titel siegreich gegen Boris Spasski (+4 =17 −3). Es war das erste Mal seit 1934, dass ein amtierender Schachweltmeister seinen Herausforderer echt besiegte. Bei der WM 1969 verlor er den Titel an einen diesmal weit besser vorbereiteten Spasski.

### Boris Spasski (1969–1972)
Spasskis Weltmeisterschaft dauerte drei Jahre bis zu dem vielbeachteten Wettkampf mit dem US-amerikanischen Schachgenie Robert James „Bobby“ Fischer. Vom 11. Juli bis zum 31. August 1972 fand in Reykjavík der durch die Massenmedien zum Kampf der Systeme und Match des Jahrhunderts hochstilisierte Weltmeisterschaftskampf zwischen dem Sowjetbürger Spasski und dem US-Amerikaner Fischer statt: Fischer gewann den Wettkampf mit dem Endergebnis 12,5:8,5 (+7 =11 −3), wobei Fischer die 2. Partie wegen Nichterscheinens kampflos verlor.

### Robert James (Bobby) Fischer (1972–1975)
Die Weltmeisterschaft Fischers wurde im Westen stark bejubelt. Zu der Faszination, die das Schachgenie Fischer ausstrahlte, gesellte sich die Genugtuung darüber, dass es einem US-Amerikaner gelungen war, in die Domäne der Sowjetischen Schachschule einzudringen.
Fischers Eroberung des Schachthrons erwies sich sehr überraschend zugleich als das Ende seiner Karriere: Der US-Amerikaner zog sich vom Schach zurück und verteidigte den Titel im Jahr 1975 nicht gegen den von der FIDE ermittelten Herausforderer Anatoli Karpow. Dem Verzicht Fischers gingen lange Verhandlungen über die Modalitäten im Wettkampfreglement voraus. Die FIDE war nicht bereit, zu Fischers Bedingungen (Spiel auf 10 Gewinne, Remis zählen nicht, beim Stand von 9:9 wird das Match als Unentschieden abgebrochen) den Wettkampf auszurichten.

### Anatoli Karpow (1975–1985)
Nachdem Fischer zum Weltmeisterschaftskampf 1975 nicht angetreten war, wurde der Herausforderer Karpow von FIDE-Präsident Euwe zum Weltmeister proklamiert. Bei der WM 1978 und der WM 1981 verteidigte Karpow seinen Titel jeweils gegen den 20 Jahre älteren Viktor Kortschnoi. Kortschnoi war schon 1974 sein Finalgegner um die Herausforderung Fischers gewesen.
Die FIDE hatte mittlerweile das Reglement geändert – nicht mehr 24 Partien wurden gespielt, sondern ein Match auf sechs Siege, Remis zählten nicht.
Ein 1984 begonnener Weltmeisterschaftskampf Karpows gegen Herausforderer Garri Kasparow wurde nach 48 Partien abgebrochen. Man spielte, wie 1978 und 1981, auf sechs Siege. Der Zwischenstand zum Zeitpunkt des Abbruchs lautete 5:3 (+5 =40 −3) für Karpow. Der Wettkampf hatte am 10. September 1984 begonnen und wurde am 15. Februar 1985 vom FIDE-Präsidenten Florencio Campomanes abgebrochen, obwohl das FIDE-Reglement dies nicht vorsah. Zum Zeitpunkt des Abbruchs lag Karpow zwar in Führung, war aber sichtlich angeschlagen, sodass der Abbruch allgemein als eine Begünstigung des Weltmeisters gegenüber seinem jüngeren Herausforderer angesehen wurde. Campomanes argumentierte, dass eine solche Situation mit Dutzenden Remispartien in der Satzung einfach nicht behandelt würde und dass mit mittlerweile 48 Partien die doppelte Anzahl der nach altem Reglement vorgesehenen Partien gespielt worden sei. Auch könne nicht einfach weitergespielt werden, bis ein Spieler körperlich Schaden nehme. Dies sei nicht das Wesen des Schachs.
Im Herbst 1985 wurde der Wettkampf mit geänderten Regeln (Begrenzung auf 24 Partien) wiederholt. Karpow musste sich Kasparow geschlagen geben (+3 =16 −5).

### Garri Kasparow (1985–1993/2000)
Da die FIDE mit der Regeländerung auch das Revancherecht wieder eingeführt hatte, musste Kasparow seinen Titel in einem WM-Kampf 1986 gegen Karpow verteidigen, was ihm auch gelang. Auch in den folgenden WM 1987 und WM 1990 konnte Kasparow seinen Titel erneut gegen Karpow verteidigen.
1993 kam es zum Bruch zwischen Kasparow und der Weltschachorganisation FIDE. Kasparow weigerte sich, unter den finanziellen Bedingungen der FIDE erneut um die Weltmeisterschaft zu spielen, und wurde daraufhin gemeinsam mit Nigel Short, seinem Herausforderer für 1993, von der FIDE disqualifiziert. Die beiden Spieler waren in der Folge maßgeblich an der Gründung eines eigenen Schachverbandes, der Professional Chess Association (PCA), beteiligt. Hiernach wurden in beiden Verbänden rivalisierende Weltmeister ermittelt.
Kasparow verteidigte 1993 seinen Titel in einem von der PCA veranstalteten Wettkampf gegen Nigel Short. Der nächste von der PCA ausgerichtete Titelkampf war die WM 1995: Kasparow bezwang den Inder Viswanathan Anand. Erst im Jahre 2000 verteidigte Kasparow seinen Titel erneut. Der Niedergang der PCA brachte mit sich, dass kein Herausforderer für den Weltmeister ermittelt wurde. Kasparows Gegner Wladimir Kramnik war seit Aljechins Tagen der erste Herausforderer, den der Weltmeister sich aussuchte. Dass und wie – nämlich ohne einen einzigen Sieg zu erreichen – Kasparow seinen Titel an Kramnik verlor, wurde allgemein als sensationell angesehen. Man spielte vom 8. Oktober bis zum 2. November in London. Endergebnis: 6,5:8,5 (+0 =13 −2).
Dem Schachcomputer Deep Blue gelang es 1996 als erstem Computer, den damals amtierenden Schachweltmeister Garri Kasparow in einer Partie mit regulären Zeitkontrollen zu schlagen.

### Weltmeisterschaften der FIDE
| Name                | Zeitraum  | Land       |
| ------------------- | --------- | ---------- |
| Anatoli Karpow      | 1993–1999 | Russland   |
| Alexander Chalifman | 1999–2000 | Russland   |
| Viswanathan Anand   | 2000–2002 | Indien     |
| Ruslan Ponomarjow   | 2002–2004 | Ukraine    |
| Rustam Kasimjanov   | 2004–2005 | Usbekistan |
| Wesselin Topalow    | 2005–2006 | Bulgarien  |

Nachdem die FIDE den amtierenden Weltmeister Kasparow und seinen ermittelten Herausforderer Short disqualifiziert hatte, wurde parallel zum PCA-Weltmeisterschaftskampf eine FIDE-Weltmeisterschaft durchgeführt. Dies war der Beginn einer bis 2006 dauernden Spaltung des Weltmeistertitels. Die FIDE veranstaltete in den Jahren 1996, 1997–1998, 1999, 2000, 2001–2002, 2004 und 2005 weitere Turniere mit dem Titel Weltmeisterschaft. Der 1998 eingeführte Knockout-Modus stieß bei vielen Spielern und in der Schachwelt nicht auf ungeteilte Zustimmung und kam 2004 das letzte Mal zur Anwendung.
Ein Versuch, die beiden Weltmeistertitel wieder zu vereinigen, war die von dem US-amerikanischen Großmeister Yasser Seirawan initiierte und mit dem Titel „A fresh start“ angestoßene Prager Abmachung, welche am 6. Mai 2002 von Garri Kasparow, Wladimir Kramnik und Kirsan Iljumschinow, dem Präsidenten der FIDE, unterzeichnet wurde. Diese scheiterte jedoch, da geplante Qualifikationswettkämpfe nicht zustande kamen. Erst nach Kasparows überraschendem Rücktritt vom Turnierschach führten die Bestrebungen, die konkurrierenden Titel zu vereinigen, 2006 zum Erfolg.

### Wladimir Kramnik (2000/2006–2007)
2004 verteidigte Kramnik seinen Titel gegen den im Dortmunder Kandidatenturnier 2002 ermittelten Ungarn Péter Lékó durch ein 7:7-Unentschieden (+2 =10 −2).
Die Spaltung der Schachweltmeisterschaft wurde 2006 mit dem Wettkampf zwischen dem „klassischen“ Weltmeister Kramnik und dem FIDE-Weltmeister Wesselin Topalow beendet. Zum ersten Mal entschied bei einer klassischen Schachweltmeisterschaft der Tie-Break über den Sieger. Kramnik gewann und war nun alleiniger Weltmeister.
Kramnik musste – so schrieben es die FIDE-Regularien vor – in einem Rundenturnier mit acht Teilnehmern den nun alleinigen WM-Titel verteidigen. Sieger in diesem Turnier wurde 2007 Viswanathan Anand, der ungeschlagen und mit einem Punkt Vorsprung auf Kramnik neuer Weltmeister wurde.

### Viswanathan Anand (2007–2013)
Anand verteidigte seinen WM-Titel 2008 in einem Wettkampf gegen Kramnik. Kramnik war vor der WM 2007 zugesichert worden, im Falle des Verlusts seines WM-Titels im Jahr darauf die Chance auf ein Revanchematch zu erhalten. 2010 verteidigte Anand seinen Weltmeistertitel gegen Wesselin Topalow, 2012 gewann er gegen Boris Gelfand im Tie-Break. Bei der Schachweltmeisterschaft 2013 verlor er seinen Titel an Magnus Carlsen.

### Magnus Carlsen (2013–2023)
Bei der Schachweltmeisterschaft 2014 gab es eine Neuauflage des Duells Carlsen–Anand, bei dem Carlsen erneut siegte. Bei der WM 2016 verteidigte Carlsen im Tie-Break seinen Titel gegen Sergei Karjakin und auch bei der WM 2018 gegen Fabiano Caruana war er nach hartem Kampf im Tie-Break erfolgreich. Als Titelverteidiger gewann er auch die Schachweltmeisterschaft 2021 gegen Jan Nepomnjaschtschi, bei der er nach 11 von höchstens 14 Partien klassischer Bedenkzeit vorzeitig als Sieger feststand.
Nach dem Kandidatenturnier 2022 gab Carlsen bekannt, dass er seinen Weltmeistertitel nicht mehr verteidigen wolle. Daher wurde sein Nachfolger bei der Schachweltmeisterschaft 2023 zwischen den beiden Erstplatzierten des Kandidatenturniers, Ding Liren und Jan Nepomnjaschtschi, ermittelt. Bis dahin behielt Carlsen seinen Weltmeistertitel.

### Ding Liren (2023–2024)
Ding Liren gelang die Qualifikation für die Weltmeisterschafts-Teilnahme nur auf Umwegen. Als Nachrücker für den disqualifizierten Karjakin schaffte er die Teilnahme am Kandidatenturnier nur knapp, indem er erst kurz vor dem Stichtag die geforderte Anzahl von Turnierpartien erreichte. Das Kandidatenturnier wurde dann über weite Strecken von Jan Nepomnjaschtschi dominiert. Erst kurz vor Ende sicherte sich Ding den zweiten Platz, der nur wegen des Rücktritts von Magnus Carlsen für die Qualifikation zur Weltmeisterschaft ausreichte. Die Schachweltmeisterschaft 2023 entschied Ding gegen Nepomnjaschtschi im Tie-Break für sich.

### D. Gukesh (seit 2024)
Beim Kandidatenturnier im Vorfeld der Weltmeisterschaft 2024 konnte sich überraschend der Inder D. Gukesh durchsetzen. Im Weltmeisterschaftskampf gegen Ding Liren galt Gukesh dennoch als Favorit, nachdem er auf Platz 5 der Weltrangliste aufstieg, während Ding nur noch auf Platz 23 stand. Im Duell setzte sich Gukesh knapp durch und ist dadurch der jüngste Schachweltmeister aller Zeiten, sofern man die FIDE-Weltmeisterschaft Ponomarjows – er war seinerzeit drei Monate jünger – außen vor lässt.

## Abweichender Anspruch auf den WM-Titel
Auch abseits der Spaltung des Titels von 1993 bis 2006 gab es Fälle, bei denen umstritten war, wer als Weltmeister zu gelten habe. Diese sind aber heute nicht mehr relevant:
- Lasker gab seinen Titel im Juni 1920 zurück. Gemäß einer Vereinbarung zwischen den beiden im Januar desselben Jahres ging der Titel damit auf Capablanca über. Capablanca legte Wert auf ein Match mit Lasker, aber zumindest ab einer Vereinbarung über die Austragung des Matches im August 1920 akzeptierte er dessen Übergabe des Titels. In der Schachwelt gab es heftige Diskussionen über die Legitimität dieser Übergabe, mit ablehnendem Ergebnis. Im Endeffekt wurde Capablanca erst nach seinem Matchgewinn 1921 offiziell als „der neue Weltmeister“ bezeichnet.[11]
- Im Jahre 1928 richtete die FIDE ihr erstes „offizielles“ Championat aus: einen Wettkampf zwischen Efim Bogoljubow und Max Euwe, 1929 nochmals zwischen denselben Gegnern. Beide Male gewann Bogoljubow mit einem Ergebnis von 5,5:4,5. Auf dem 5. Kongress der FIDE, 1928 in Amsterdam, an dem der Weltmeister Alexander Aljechin gleichfalls teilnahm, wurde Bogoljubow der Titel Champion der FIDE verliehen.[12] Im Gegensatz zu den FIDE-Weltmeisterschaften 1993–2006 diente das Turnier tatsächlich nur der Ermittlung des Herausforderers von Weltmeister Aljechin.
- Die Ansicht, Max Euwe sei ab dem 1. August 1947 durch einen FIDE-Beschluss auf dem Kongress in Den Haag für entweder zwei Stunden oder einen Tag erneut Weltmeister gewesen, wurde durch FIDE-Aufzeichnungen widerlegt. Zwar war ein Antrag auf einen Weltmeistertitel für Euwe zur Diskussion gestellt worden, dieser wurde aber bis zur Ankunft der sowjetischen Delegation verschoben. In manchen Quellen war fälschlich angegeben, der Antrag sei zunächst angenommen und bei der Sowjetankunft wieder aufgehoben worden.[13]
- Einige sind der Auffassung, dass mit Fischers Weigerung, seinen Titel zu verteidigen, Karpow bereits 1974 Weltmeister geworden sei.[14] Als 1975 Karpow formell zum Weltmeister erklärt wurde, wurde im Gegensatz dazu Fischer von einigen nach wie vor als der „wahre“ Weltmeister angesehen. Da sich dieser jedoch völlig zurückzog und Karpow durch zahlreiche Turniersiege seinen Status als klar stärkster Spieler der Welt untermauerte, verstummte die Debatte bald.[15]